# Asthelysinae
Asthelysinae is een onderfamilie van weekdieren uit de klasse van de Gastropoda (slakken).

## Geslachten
- Anxietas Iredale, 1917
- Asthelys Quinn, 1987
- Eratasthelys Marshall, 1991
- Thelyssina Marshall, 1983